# Coryphopterus lipernes
Coryphopterus lipernes es una especie de peces de la familia de los Gobiidae en el orden de los Perciformes.

## Morfología
Los machos pueden llegar a alcanzar los 3 cm de longitud total.

## Distribución geográfica
Se encuentra desde Florida hasta la América Central. También está presente en las Bahamas, el Caribe y Antillas.

## Observaciones
Es inofensivo para los humanos.